# Chattiense
| Era Eratema | Periodo Sistema | Época Serie | Edad Piso                | Inicio, en millones de años |
| ----------- | --------------- | ----------- | ------------------------ | --------------------------- |
| Cenozoico   | Cuaternario     | Cuaternario | Cuaternario              | 2,588                       |
| Cenozoico   | Neógeno         | Neógeno     | Neógeno                  | 23,04                       |
| Cenozoico   | Paleógeno       | Oligoceno   | Chattiense Chattiano     | 27,3                        |
| Cenozoico   | Paleógeno       | Oligoceno   | Rupeliense Rupeliano     | 33,9                        |
| Cenozoico   | Paleógeno       | Eoceno      | Priaboniense Priaboniano | 37,71                       |
| Cenozoico   | Paleógeno       | Eoceno      | Bartoniense Bartoniano   | 41,03                       |
| Cenozoico   | Paleógeno       | Eoceno      | Luteciense Lutetiano     | 48,07                       |
| Cenozoico   | Paleógeno       | Eoceno      | Ypresiense Ypresiano     | 56,00                       |
| Cenozoico   | Paleógeno       | Paleoceno   | Thanetiense Thanetiano   | 59,24                       |
| Cenozoico   | Paleógeno       | Paleoceno   | Selandiense Selandiano   | 61,66                       |
| Cenozoico   | Paleógeno       | Paleoceno   | Daniense Daniano         | 66,0                        |

El Chattiense o Chattiano es el segundo y último piso y edad del Oligoceno en la escala temporal geológica. Sucede al Rupeliense y precede al Aquitaniense (primer piso del Mioceno y del Neógeno). Se inició hace unos 27,3 millones de años y terminó hace unos 23,04 millones de años.
El Chattiense fue introducido por el paleontólogo austríaco Theodor Fuchs en 1894. Fuchs nombró el piso en referencia a los catos (chatti en latín), una tribu gernmánica. La localidad tipo original se encuentra cerca de la ciudad alemana de Kassel.

## Sección estratotipo y punto de límite global (GSSP)
La sección estratotipo y punto de límite global (GSSP) para la base del Chattiense se encuentra en la sección del monte Cagnero, una sucesión estratigráfica pelágica de la cuenca sedimentaria de Umbria–Marcas (Urbania, Italia). Se caracteriza por la mayor abundancia del foraminífero planctónico Chiloguembelina cubensis, en la base de la zona 05 de foraminíferos planctónicos, con la parte superior de la zona NP24 de nanoplancton calcáreo y con la base del cron C9n.  El GSSP fue aprobado por la Comisión Internacional de Estratigrafía en agosto de 2016 y ratificado por la Unión Internacional de Ciencias Geológicas en sptiembre del mismo año.
El techo del Chattiense se define por el GSSP de la base del Aquitaniense, que se caracteriza por la primera aparición del foraminífero Paragloborotalia kugleri y la última de la especie de nanoplancton calcáreo Reticulofenestra bisecta (que forma la base de la biozona de nanoplancton NN1) y la base del cron C6Cn.2n.

## Correlaciones
El Chattiense es coetáneo con pisos o biozonas utilizados regionalmente, como la parte superior del Averniense (edad de mamíferos terrestres de Europa, que se extiende por las zonas de mamíferos del Paleógeno (MP) MP30 a MP26 y parte de MP25.), la parte superior del Geringiano e inferior del Aricareaniense de las edades mamífero de América del Norte (NALMA), la mayoría del Deseadense de las edades mamífero de América del Sur (SALMA), la parte superior del Hsandgoliense y todo el Tabenbulakiense de la zonación de mamíferos de Asia, la parte superior del Kiscelliense e inferior del Egeriense y Paratetis de Europa central y Oriental, la parte superior del Janjukiense e inferior Longfordiense regionales de Australia, parte del piso de California Zemorriense y Chickasawhayense del este de los EE. UU.

## Actividad volcánica
Durante el Chattiense el evento más notable conocido fue la erupción volcánica de caldera de La Garita (en el actual Colorado, EE. UU.), con una magnitud de 9,2, que produjo los depósitos de toba volcánica de Fish Canyon, hace unos 27,51 millones de años.